# Bichroma concordaria
Bichroma concordaria là một loài bướm đêm trong họ Geometridae.